# Merry Christmas from the Family
《Merry Christmas from the Family》는 로버트 얼 킨의 크리스마스 얼터너티브 컨트리 노래로, 1994년 음반 Gringo Honeymoon에 수록되어 있다. 1996년 발매한 No. 2 Live Dinner에는 라이브 버전으로도 수록되어 있다. 질 소뷸, 로지 오도널, 딕시 칙스, 몽고메리 젠트리가 이 노래를 리메이크 하였으며, 몽고메리 젠트리가 부른 노래는 2001년에 핫 컨트리 송스에서 38위를 하였다.